# Aminata Nar Diop
Aminata Nar Diop (Rufisque, 3 gennaio 1983) è un'ex cestista senegalese.

## Carriera
Con il Senegal ha disputato i Campionati mondiali del 2010 e quattro edizioni dei Campionati africani (2005, 2009, 2011, 2013).